# Neptunea heros
Neptunea heros är en snäckart som först beskrevs av John Edward Gray 1850.  Neptunea heros ingår i släktet Neptunea och familjen valthornssnäckor. Inga underarter finns listade i Catalogue of Life.

## Bildgalleri

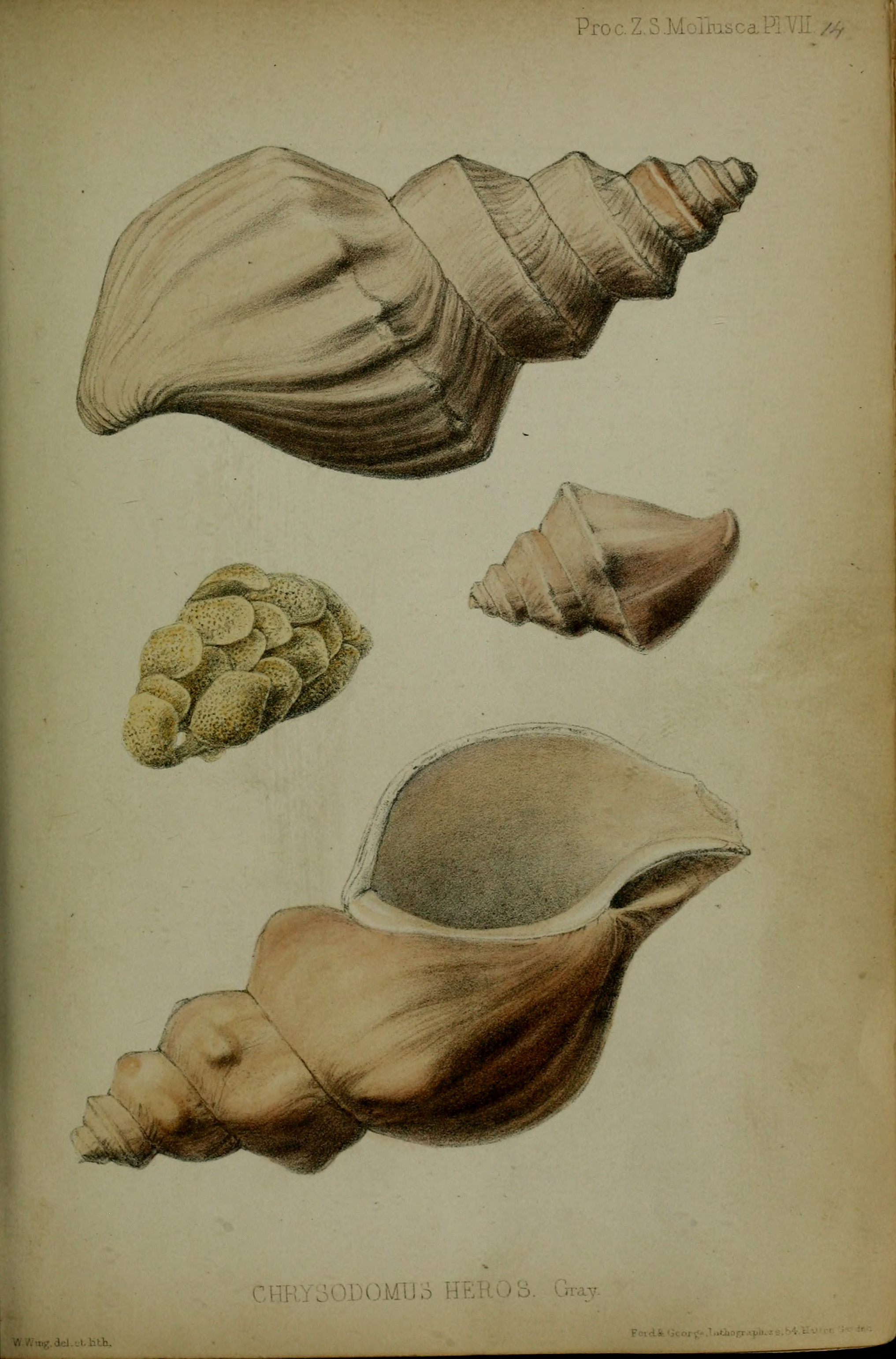
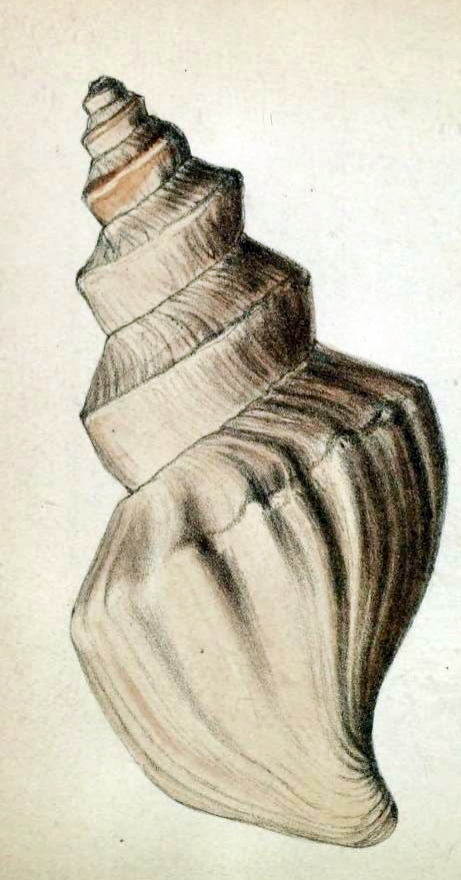
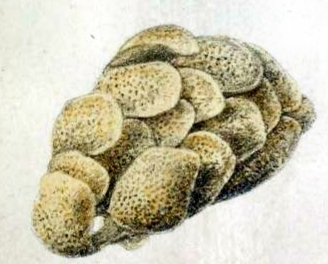